# ドラゴンクエストゆうしゃドリル
ドラゴンクエストゆうしゃドリルは、スクウェア・エニックスから出版されている学習参考書。

## 概要
ドラゴンクエストの世界を題材にした問題を解くことで学べるようになっている。伝説の勇者が魔王を討伐するという旅に出るというストーリーになっている。
新型コロナウイルス感染症の緊急事態宣言下には、人々が外出しなくなったことから書籍の売り上げが伸びていた。特に学習参考書の売り上げが伸びており、中でもドラゴンクエストゆうしゃドリルが売れていた。

## ラインナップ
- ドラゴンクエストゆうしゃドリル 小学校低学年向け算数編 推奨学年:2年生
2019年12月20日発売[2] ISBN 978-4757562677
- ドラゴンクエストゆうしゃドリル 小学校低学年向け算数編 推奨学年:1年生
2020年7月22日発売[3] ISBN 978-4757567795
- ドラゴンクエストゆうしゃドリル 小学校低学年向け漢字編 推奨学年:1年生
2020年7月22日発売[3] ISBN 978-4757567801